# Jacques Thisdale
Jacques Thisdale est un acteur québécois né le 15 février 1944.

## Filmographie

### Cinéma
- 1971 : Pizzagone
- 1971 : Les Maudits sauvages : Zoro
- 1972 : La Vraie Nature de Bernadette : Le chauffeur de taxi
- 1972 : Série 4
- 1972 : Quelques arpents de neige
- 1973 : O.K. ... Laliberté : rôle inconnu
- 1974 : Le Grand Voyage
- 1974 : La Leçon des mongoliens : Narrator (voix)
- 1975 : Partis pour la gloire : Pierre Dodier
- 1976 : Parlez-nous d'amour : mari violent
- 1977 : Panique : Benoît

### Télévision
- 1969 - 1970 : Les Belles Histoires des pays d'en haut : Jean-Jean Dubras
- 1970 - 1975 : Mont-Joye (série TV) : Jacques Meunier
- 1974 - 1976 : La Petite Patrie (série TV) : Hervé Prud'Homme
- 1977 - 1979 : Dominique (série TV) : Jean-Paul Vanier
- 1981 - 1982 : Le Temps d'une paix (série TV) : Casimir Bolduc
- 1984 - 1992 : Entre chien et loup (série TV) : Joseph Bernier
- 1985 - 1987 : Paul, Marie et les enfants (série TV) : Paul
- 1991 : Lance et compte : Le crime de Lulu (TV) : Sergent-détective Dubois
- 1992 : Montréal ville ouverte (feuilleton TV) : Armand Courval
- 1993 : Ent'Cadieux (série TV) : Gaétan Cadieux
- 1994 : Les grands procès (série TV) : Wilfrid Delorme
- 2001 : Tribu.com (série TV) : Paul